# Martin Maljoetin
Martin Vladimirovitsj Maljoetin (Russisch: Мартин Владимирович Малютин) (Omsk, 5 juli 1999) is een Russische zwemmer.

## Carrière
Bij zijn internationale debuut, op de Europese kampioenschappen zwemmen 2018 in Glasgow, strandde Maljoetin in de series van de 200 en de 400 meter vrije slag. Op de 4×200m vrije slag behaalde hij samen met Michail Vekovisjtsjev, Danila Izotov en Michail Dovgaljoek de zilveren medaille. Op de wereldkampioenschappen kortebaanzwemmen 2018 in Hangzhou eindigde hij als vierde op de 400 meter vrije slag en als zesde op de 200 meter vrije slag. Samen met Michail Vekovisjtsjev, Ivan Girev en Aleksandr Krasnych sleepte hij de zilveren medaille in de wacht op de 4×200m vrije slag.
Tijdens de wereldkampioenschappen zwemmen 2019 in Gwangju veroverde de Rus de bronzen medaille op de 200 meter vrije slag, ex aequo met de Brit Duncan Scott, en werd hij uitgeschakeld in de series van de 400 meter vrije slag. Op de 4×200m vrije slag legde hij samen met Michail Dovgaljoek, Michail Vekovisjtsjev en Aleksandr Krasnych beslag op de zilveren medaille.

## Internationale toernooien
| Jaar | Olympische Spelen | WK langebaan                                              | WK kortebaan                                                | EK langebaan                                                  | EK kortebaan |
| ---- | ----------------- | --------------------------------------------------------- | ----------------------------------------------------------- | ------------------------------------------------------------- | ------------ |
| 2018 |                   |                                                           | 6e 200m vrije slag · 4e 400m vrije slag · 4×200m vrije slag | 32e 200m vrije slag · 15e 400m vrije slag · 4×200m vrije slag |              |
| 2019 |                   | 200m vrije slag · 11e 400m vrije slag · 4×200m vrije slag |                                                             |                                                               | 4-8 december |

## Persoonlijke records
Bijgewerkt tot en met 12 april 2019
Kortebaan
| Afstand         | Tijd    | Datum            | Plaats   |
| --------------- | ------- | ---------------- | -------- |
| 200m vrije slag | 1.42,34 | 14 december 2018 | Hangzhou |
| 400m vrije slag | 3.37,75 | 11 december 2018 | Hangzhou |

Langebaan
| Afstand         | Tijd    | Datum         | Plaats |
| --------------- | ------- | ------------- | ------ |
| 200m vrije slag | 1.45,46 | 12 april 2019 | Moskou |
| 400m vrije slag | 3.46,67 | 8 april 2019  | Moskou |